# Đông Giao
Làng Đông Giao nay thuộc xã Lương Điền, huyện Cẩm Giàng, tỉnh Hải Dương là một làng nghề truyền thống nổi tiếng về ngành chạm khắc gỗ.

## Lịch sử
Đông Giao xưa thuộc tổng Mao Điền, huyện Cẩm Giàng, phủ Thượng Hồng, trấn Hải Đông thời nhà Lê. Làng có ba thôn: Chay, Đông Tiến và Sở. Năm 1948 Đông Giao nhập vào các thôn cận kề tạo thành xã Lương Điền.
Làng có ngôi đình lớn dựng năm 1739 triều Vĩnh Hựu nhà Lê.

## Nghề chạm khắc
Nghề chạm ở Đông Giao có ít ra từ thế kỷ 17 đến thế kỷ 19 thì đã có uy tín không những ở Bắc Kỳ mà cả ở Trung Kỳ nên nhà Nguyễn đã triệu thợ Đông Giao tiến kinh phục dịch theo lệ trưng tập. Một số sau định cư hẳn ở Huế và lập ra xóm Đông Tiến, dùng tên cũ của một trong ba thôn xưa ở Đông Giao.
Tay nghề Đông Giao chủ yếu làm công đoạn điêu khắc, thường là đồ thờ tự bát bộ, hương án, cửa võng... sau thì giao hàng lại cho làng khác phủ sơn, khảm ốc hoặc thếp vàng.
Nghề truyền thống làm mộc sang thế kỷ 20 đã mai một, đến thập niên 1980 mới phục hồi lại tuy nay ngoài các mặt hàng truyền thống thì làng còn làm tượng và trang trí phẩm, một số xuất cảng sang Trung Quốc.

## Các dòng họ lớn
Vũ Hữu,Vũ Văn, Vũ Đình, Vũ Đức, Vũ Xuân, Nguyễn Văn , Phạm Văn , Hoàng ...

## Chùa Đông Giao (Sùng Ân)
Được tu sửa trong vài năm nay với quy mô khá rộng và đến nay (2017) chùa đã tổ chức khóa tu mùa hè cho các bạn nhỏ từ 5 tuổi trở lên
+